# 시로 (후토스)
시로는 후토스의 캐릭터이다. 후토스-잃어버린 숲에서 첫 등장한 캐릭터이다. 성우는 강수진이다.

## 대표 멘트
"시로는 다 싫어." 등